# Culture
Culture je bila jamajška roots rock reggae vokalna skupina, ustanovljena leta 1976 v Spanish Townu (predelu Kingstona). Njeni ustanovni člani so Joseph Hill, Albert Walker in Kenneth Dayes.
Njihov vodja Joseph Hill je že bil priznano ime na jamajški glasbeni sceni, ko sta leta 1976 skupaj z bratrancem Albertom Walkerjem ustanovila vokalno skupino, sprva imenovano The African Disciples. Kmalu se jima je pridružil še njun stari prijatelj Kenneth Dayes. Tik za tem so že začeli snemati za studio Joa Gibbsa. Njihov prvenec When Two Sevens Clash, je postal velika uspešnica tako na Jamajki, kot tudi zunaj njenih meja. Leta 1978 so se preselili v studio producentke Sonie Pottinger, saj niso bili zadovoljni s plačilom v studiu Joa Gibbsa. Vseeno pa je Joe Gibbs tega leta izdal še en album (Baldhead Bridge), na katerem so bile pesmi, prav tako posnete leta 1976, ki se niso uvrstile na prvenec.
Culture so konec sedemdesetih let za Sonio Pottinger posneli 3 albume (Harder Than The Rest (1978), Cumbolo in International Herb (oba 1979), med tem pa je leta 1978 izšel še neuspeli album Africa Stand Alone, vendar so nato skoraj vse pesmi iz tega albuma na novo posneli pri Sonii Pottinger. Četrti album (Black Rose), ki naj bi prav tako izšel nekje na koncu sedemdestih let, ni izšel vse do leta 1993 pod imenom Trod On.
Leta 1981 sta Albert Walker in Kenneth Dayes zapustila skupino, Joseph Hill pa je pod imenom Culture posnel še nekaj albumov, dokler se niso konec osemdesetih let spet združili. Joseph Hill je umrl leta 2006, v starosti 57 let. Skupina uradno sicer še deluje, a ni v njej več nobenega ustanovnega člana, vodi pa jo sin Josepha Hilla.